# Marcela Tórrez Sahonero
Marcela Tórrez Sahonero (27 de septiembre de 1981, Oruro) es una pianista, violinista y directora de orquesta de Bolivia.
Desde temprana edad fue guiada en su formación por maestros como Neyza Álvarez, Doroteo Villca y Ana de Oblitas. Tuvo como maestra de piano a Patricia Aguirre Cuevas.
En 1999, asistió al Encuentro Internacional de estudiantes de Piano en La Habana, Cuba.
Funda junto a Jesús Elías el Ensemble "Ad Libitvm", grupo especializado en música renacentista y barroca latinoamericana.
Actualmente es Directora de la Orquesta Sinfónica Juvenil de Oruro.
- Datos: Q5995548